# Fruit
Fruit é um motor de xadrez desenvolvido pelo programador francês Fabien Letouzey. 
Esteve disponível comercialmente de setembro de 2004 até julho de 2007, sendo distribuído hoje como software gratuito. Fabien Letouzey cessou o desenvolvimento do motor e não parece interessado em continua-lo, apesar de ainda mante-lo disponível para download. Além disso, Letouzey está contribuindo com o código do GNU Chess que é software livre e teve sua versão 6 baseada no motor Fruit.
Em março de 2004 seu ELO atingiu 2780 pontos e em 2005 sagrou-se vice campeão no Campeonato Mundial de Xadrez para Computadores em Reykjavík, Islândia.
Derivadas da última versão livre (2.1) de Fruit foram desenvolvidos variantes como Toga II, GambitFruit e Grapefruit.